# لويس ويليام والت
لويس ويليام والت (بالإنجليزية: Lewis William Walt)‏ هو ضابط أمريكي، ولد في 16 فبراير 1913 في مقاطعة وابونسي في الولايات المتحدة، وتوفي في 26 مارس 1989 في غولفبورت في الولايات المتحدة.